# Algemeen Ziekenhuis Turnhout
Het AZ Turnhout is een regionaal ziekenhuis dat ontstond uit van oorsprong katholieke ziekenhuizen. Het bestaat uit twee campussen in Turnhout: de campus Sint-Elisabeth en de campus Sint-Jozef. Voorzitter van de raad van bestuur is Guy Peeters.
De campus Sint-Elisabeth beschikt over 342 erkende bedden en is gericht op intensieve en dringende opnames. De campus Sint-Jozef beschikt over 305 erkende bedden en richt zich meer op planbare opnames en acute zorg voor moeder en kind. In de toekomst zullen alle ziekenhuisactiviteiten samengebracht worden in een nieuwbouw op de campus Sint-Jozef. In het kader van de ziekenhuishervorming onder minister van Volksgezondheid Maggie De Block richtte het AZ Turnhout in december 2016 het Ziekenhuisnetwerk Kempen op samen met het AZ Herentals, het Sint-Dimpna Ziekenhuis Geel en het Heilig Hartziekenhuis Mol.

## Geschiedenis

### Sint-Elisabethziekenhuis
In 1608 werd door de gasthuiszusters de instelling opgericht die later zou uitgroeien tot het Sint-Elisabethziekenhuis. In 1875 verhuisde het naar een gebouw op de plaats waar tegenwoordig het cultuurcentrum De Warande staat. In 1925 werd het beheer van het ziekenhuis aan de Commissie voor Openbare Onderstand overgedragen, waarbij het ziekenhuis een openbare instelling werd. In 1957 verhuisde het ziekenhuis naar een nieuw gebouw aan de Rubensstraat, waar het thans gevestigd is. In 2007 vond een verzelfstandiging van het ziekenhuis plaats tot de vzw Sint-Elisabethziekenhuis met als oprichters de stad Turnhout, het OCMW van Turnhout en de Artsenvereniging Sint-Elisabethziekenhuis.

### Sint-Jozefziekenhuis
De geschiedenis van het Sint-Jozefziekenhuis gaat terug naar het jaar 1972 toen de vzw CM-klinieken opgericht werd door de Christelijke Mutualiteit die in 1973 van start ging met de oprichting van de Sint-Jozefkliniek in de Mermansstraat en de overname van het beheer van de Kraamkliniek Maria-Gabriël in de Korte Begijnenstraat van de vzw KMSL (een andere vereniging opgericht door de CM). Tegelijk werd ook een terrein van 12 hectare groot aan de Steenweg op Merksplas aangekocht. Eind 1973 werd van het Ministerie van Volksgezondheid een planningsvergunning verkregen voor de bouw van een nieuw ziekenhuis op dit terrein. In 1976 gingen de bouwwerken van start en in 1981 volgde de opening van het Algemeen Ziekenhuis Sint-Jozef. Bij deze opening werden de oude Sint-Jozefkliniek en de Kraamkliniek Maria-Gabriël gesloten.

### Fusie in 2009
In april 2009 ondertekenden het Algemeen Ziekenhuis Sint-Jozef en het Sint-Elisabethziekenhuis een fusieovereenkomst. Op 1 september 2009 werd deze fusie werkelijkheid en gingen de twee campussen voortaan als het AZ Turnhout verder. Het fusieziekenhuis kreeg de vorm van een vzw met als partners
1. het OCMW / Stad Turnhout,
2. de vzw Kristelijke Medico-Sociale Instellingen (KMSI, de voormalige uitbater van het AZ Sint-Jozef),
3. de vzw Vereniging Ziekenhuisartsen Turnhout (VZT) en
4. de vzw Huisartsen Vereniging Turnhout (HVRT).

Via deze laatste twee vzw's kregen de ziekenhuisartsen en huisartsen uit het Turnhoutse ook inspraak in het beheer. Bij de fusie werd besloten de campus Sint-Elisabeth om te vormen tot een campus voor intensieve en spoedgerelateerde opnames en de campus Sint-Jozef tot een campus voor planbare opnames en acute zorgen voor moeder en kind. In 2012 werd besloten om alle ziekenhuisactiviteiten in de toekomst samen te brengen op de campus Sint-Jozef.

## Medisch aanbod
Het AZ Turnhout beschikt op zijn twee campussen over de volgende ziekenhuisfuncties:
Campus Sint-Elisabeth
- Chirurgisch dagziekenhuis
- Niet-chirurgisch dagziekenhuis
- Spoedgevallendienst
- Mobiele Urgentiegroep
- Intensieve zorgen
- Ziekenhuisbloedbank
- Lokale donorcoördinatie

Campus Sint-Jozef
- Chirurgisch dagziekenhuis
- Niet-chirurgisch dagziekenhuis
- Spoedgevallendienst
- Ziekenhuisbloedbank
- Ziekenhuisapotheek
- Lokale neonatale zorgen
- Palliatieve zorgen

Daarnaast beschikt het op zijn twee campussen over de volgende zorgprogramma's:
Campus Sint-Elisabeth
- Zorgprogramma borstkanker
- Zorgprogramma oncologie
- Zorgprogramma cardiale pathologie A, B1-B2 en P
- Zorgprogramma geriatrische patiënt (dienst voor geriatrie, geriatrisch consult & dagziekenhuis)

Campus Sint-Jozef
- Zorgprogramma oncologische basiszorg
- Zorgprogramma cardiale pathologie A en P
- Zorgprogramma geriatrische patiënt (dienst voor geriatrie, geriatrisch consult, interne- & externe liaison)
- Zorgprogramma kinderen

Het beschikt op zijn twee campussen tevens over de volgende medische en medisch-technische diensten:
Campus Sint-Elisabeth
- Medische beeldvorming met CT-scanner
- Medische beeldvorming met NMR-scanner (in samenwerking met AZ Herentals)
- Radiotherapie

Campus Sint-Jozef
- Medische beeldvorming met CT-scanner
- Centrum voor de behandeling van chronische nierinsufficiëntie

Het AZ Turnhout beschikt ten slotte op zijn twee campussen over 647 ziekenhuisbedden, verdeeld over de volgende verpleegafdelingen:
Campus Sint-Elisabeth
- Heelkunde
- Interne geneeskunde
- Geriatrie
- Palliatieve zorgen
- Neurologische aandoeningen

Campus Sint-Jozef
- Heelkunde
- Interne geneeskunde
- Geriatrie
- Kindergeneeskunde
- Materniteit
- Neuropsychiatrie
- Locomotorische aandoeningen

## Zorgkwaliteit
In oktober 2015 werden beide campussen van het AZ Turnhout onaangekondigd geïnspecteerd door de Vlaamse Zorginspectie voor wat betreft het zorgtraject van de internistische patiënt. De vijf thema's waarop gecontroleerd werd waren personeel, veilige zorg, gestandaardiseerde zorg, hygiëne en communicatie. Hierbij werden de MUG-dienst, spoedgevallendiensten, intensievezorgafdeling, ziekenhuisapotheken, internistische verpleegafdelingen en niet-chirurgische dagziekenhuizen bezocht. Bij de inspecties kwamen geen ernstige tekortkomingen aan het licht. Het AZ Turnhout kreeg dan ook geen tweede herinspectie.
Naast het toezicht door de Zorginspectie heeft het AZ Turnhout ook gekozen voor een accreditatie bij het Qmentum-programma van Qualicor Europe. In december 2015 deed het zijn aanvraag voor een instellingsbrede accreditatie, waarop in januari 2017 een auditbezoek van het ziekenhuis plaatsvond. In maart 2017 heeft het AZ Turnhout zijn instellingsbrede accreditatie verkregen, die geldig is tot 2021. Vlaamse ziekenhuizen die kiezen voor een accreditatie, worden door de Zorginspectie vrijgesteld van controle voor wat betreft het kwaliteitssysteem achter de geleverde zorg.
Ten slotte neemt het AZ Turnhout ook deel aan het Vlaams Indicatorenproject voor Patiënten en Professionals (VIP²) waarmee de kwaliteit van hun zorg vergeleken wordt met andere ziekenhuizen aan de hand van kwaliteitsindicatoren. Anno 2017 bereikte het AZ Turnhout voor het domein 'borstkanker' de streefwaardes voor zes van de zeven meetpunten. Voor het domein 'patiëntenervaringen' bereikt het de streefwaarde voor een van de drie meetpunten. De patiënten zouden het ziekenhuis vrij weinig aanbevelen aan anderen (62 %) en als globaal beoordelingscijfer krijgt het 55 %. Voor het domein 'ziekenhuisbreed' bereikt het de streefwaardes voor twee van de vijf meetpunten. Vooral de volledigheid van de geneesmiddelenvoorschriften scoort laag: 56 %. De meetresultaten van deze kwaliteitsindicatoren worden door het Vlaams Agentschap Zorg en Gezondheid op een website gepubliceerd.

## Cijfers
In 2015 stelde het AZ Turnhout 180 artsen en 1 891 personeelsleden (1 370,26 fte) tewerk. In 2015 vonden 26 033 klassieke opnames en 9 094 chirurgische dagopnames plaats, naast 374 085 ambulante raadplegingen en 42 446 aanmeldingen op de spoedgevallendiensten. Ook vonden in 2015 1 548 bevallingen en 15 931 dialyses plaats in het AZ Turnhout (naast 3 971 alternatieve dialyses — autodialyses in Mol en Geel en thuisdialyses). Qua financiën realiseerde het AZ Turnhout in 2015 een positief financieel resultaat van 3,3 miljoen euro.